# Damernas längdhopp vid världsmästerskapen i friidrott 2023
Damernas längdhopp vid världsmästerskapen i friidrott 2023 avgjordes mellan den 19 och 20 augusti 2023 på Nemzeti Atlétikai Központ i Budapest i Ungern.
Serbiska Ivana Vuleta tog guld efter ett hopp på världsårsbästat 7,14 meter. Silvret togs av amerikanska Tara Davis-Woodhall och bronset togs av rumänska Alina Rotaru-Kottmann.

## Program
Alla tider är lokal tid (UTC+2)
| Datum      | Tid   | Omgång |
| ---------- | ----- | ------ |
| 19 augusti | 12:25 | Kval   |
| 20 augusti | 16:55 | Final  |

## Resultat

### Kval
Kvalregler: Hopp på minst 6,80 meter 0Q0 eller de 12 friidrottare med längst hopp 0q0 gick vidare till finalen.
| Placering | Grupp | Namn                   | Nationalitet   | Omgång | Omgång | Omgång | Distans            | Noteringar |
| Placering | Grupp | Namn                   | Nationalitet   | 1      | 2      | 3      | Distans            | Noteringar |
| --------- | ----- | ---------------------- | -------------- | ------ | ------ | ------ | ------------------ | ---------- |
| 1         | A     | Tara Davis-Woodhall    | USA            | 6,87   |        |        | 6,87               | 0Q0        |
| 2         | A     | Marthe Koala           | Burkina Faso   | 6,84   |        |        | 6,84               | 0Q0        |
| 3         | B     | Ivana Vuleta           | Serbien        | X      | 6,82   |        | 6,82               | 0Q0        |
| 4         | B     | Ackelia Smith          | Jamaica        | x      | x      | 6,78   | 6,78               | 0q0        |
| 5         | B     | Jasmine Moore          | USA            | 6,61   | 6,73   | 6,63   | 6,73               | 0q0        |
| 6         | A     | Larissa Iapichino      | Italien        | 6,73   | 6,51   | -      | 6,73               | 0q0        |
| 7         | B     | Leticia Oro Melo       | Brasilien      | 6,73   | X      | X      | 6,73               | 0q0, 0SB0  |
| 8         | A     | Ese Brume              | Nigeria        | 6,65   | 6,72   | 6,69   | 6,72               | 0q0        |
| 9         | B     | Alina Rotaru-Kottmann  | Rumänien       | 6,60   | 6,54   | 6,69   | 6,69               | 0q0        |
| 10        | B     | Maryse Luzolo          | Tyskland       | X      | 6,66   | X      | 6,66               | 0q0        |
| 11        | A     | Tessy Ebosele          | Spanien        | 6,65   | 6,49   | X      | 6,65               | 0q0        |
| 12        | A     | Fátima Diame           | Spanien        | X      | X      | 6,61   | 6,61               | 0q0        |
| 13        | B     | Ruth Usoro             | Nigeria        | 6,50   | 6,40   | 6,60   | 6,60               |            |
| 14        | B     | María Vicente          | Spanien        | 6,52   | 6,49   | 6,59   | 6,59               |            |
| 15        | B     | Pauline Hondema        | Nederländerna  | 6,13   | 6,45   | 6,57   | 6,57               |            |
| 16        | A     | Quanesha Burks         | USA            | X      | 6,57   | X      | 6,57               |            |
| 17        | B     | Brooke Buschkuehl      | Australien     | 6,55   | 4,92   | 6,53   | 6,55               |            |
| 18        | A     | Milica Gardašević      | Serbien        | 6,51   | X      | 6,45   | 6,51               |            |
| 19        | B     | Deborah Acquah         | Ghana          | 6,39   | 6,50   | 6,25   | 6,50               |            |
| 20        | A     | Mikaelle Assani        | Tyskland       | X      | 6,47   | X      | 6,47               |            |
| 20        | A     | Maja Åskag             | Sverige        | X      | 6,47   | X      | 6,47               |            |
| 22        | A     | Jazmin Sawyers         | Storbritannien | X      | 6,41   | 6,05   | 6,41               |            |
| 23        | B     | Sumire Hata            | Japan          | X      | X      | 6,41   | 6,41               |            |
| 24        | B     | Shaili Singh           | Indien         | 6,26   | 6,40   | 6,30   | 6,40               |            |
| 25        | B     | Natalia Linares        | Colombia       | 6,38   | 6,28   | 6,35   | 6,38               |            |
| 26        | B     | Eliane Martins         | Brasilien      | X      | X      | 6,38   | 6,38               |            |
| 27        | A     | Petra Banhidi-Farkas   | Ungern         | 6,37   | X      | 6,26   | 6,37               |            |
| 28        | B     | Khaddi Sagnia          | Sverige        | 6,19   | X      | 6,35   | 6,35               |            |
| 29        | A     | Samantha Dale          | Australien     | X      | X      | 6,35   | 6,35               |            |
| 30        | A     | Tissanna Hickling      | Jamaica        | X      | 6,29   | 6,17   | 6,29               |            |
| 31        | B     | Diana Lesti            | Ungern         | 6,25   | X      | 6,21   | 6,25               |            |
| 32        | A     | Esraa Owis             | Egypten        | X      | X      | 6,16   | 6,16               |            |
| 33        | A     | Lissandra Maysa Campos | Brasilien      | X      | X      | 6,01   | 6,01               |            |
| 34        | A     | Tilde Johansson        | Sverige        | X      | X      | 5,99   | 5,99               |            |
| 35        | A     | Maryna Bech-Romantjuk  | Ukraina        | X      | X      | X      | Inget giltigt hopp |            |
| 35        | A     | Hillary Kpatcha        | Frankrike      | X      | X      | X      | Inget giltigt hopp |            |

### Final
Finalen startade den 22 augusti klockan 20:22.
| Placering | Namn                  | Nationalitet | Omgång | Omgång | Omgång | Omgång | Omgång | Omgång | Distans | Noteringar |
| Placering | Namn                  | Nationalitet | 1      | 2      | 3      | 4      | 5      | 6      | Distans | Noteringar |
| --------- | --------------------- | ------------ | ------ | ------ | ------ | ------ | ------ | ------ | ------- | ---------- |
| 1         | Ivana Vuleta          | Serbien      | x      | 7,05   | x      | 6,91   | 7,14   | 6,78   | 7,14    | 0VB0       |
| 2         | Tara Davis-Woodhall   | USA          | 6,91   | 6,74   | 6,62   | x      | x      | 6,78   | 6,91    |            |
| 3         | Alina Rotaru-Kottmann | Rumänien     | 6,51   | 6,72   | 6,63   | 6,75   | x      | 6,88   | 6,88    |            |
| 4         | Ese Brume             | Nigeria      | 6,80   | 6,84   | 6,76   | 6,53   | 6,70   | 6,59   | 6,84    | 0SB0       |
| 5         | Larissa Iapichino     | Italien      | x      | 6,73   | x      | 6,17   | x      | 6,82   | 6,82    |            |
| 6         | Fátima Diame          | Spanien      | 6,82   | x      | x      | 4,79   | 6,52   | x      | 6,82    | 0PB0       |
| 7         | Marthe Koala          | Burkina Faso | x      | 6,68   | 6,67   | 6,33   | 6,54   | 6,54   | 6,68    |            |
| 8         | Tessy Ebosele         | Spanien      | 6,62   | x      | 6,39   | 6,33   | 6,49   | 6,50   | 6,62    |            |
| 9         | Maryse Luzolo         | Tyskland     | x      | x      | 6,58   |        |        |        | 6,58    |            |
| 10        | Jasmine Moore         | USA          | x      | 6,42   | 6,54   |        |        |        | 6,54    |            |
| 11        | Ackelia Smith         | Jamaica      | x      | 6,49   | x      |        |        |        | 6,49    |            |
| 12        | Leticia Oro Melo      | Brasilien    | x      | x      | 6,12   |        |        |        | 6,12    |            |